# 서울 선학원 신중도
선학원 신중도(禪學院 神衆圖)는 서울특별시 종로구에 있는 조선시대의 신중도이다. 2019년 4월 4일 서울특별시의 유형문화재 제446호로 지정되었다.

## 개요
화기에 의한 1868년 3월 서운암(瑞雲菴)에 봉안한다고 적혀있으나, 밑부분이 잘려 신중도를 그린 불화승은 알 수 없음. 그러나 거의 같은 초본을 사용한 신중도를 통해 서운암의 위치를 추적해 볼 수 있다.
선학원 신중도와 같은 형식은 해인사 국일암 신중도(1885년) 직지사 삼성암 신중도(1888년), 통도사 말사인 성전암 신중도(19세기) 등이 전해짐. 특히 국일암 신중도와 성전암 신중도와는 초본이 거의 같은 것으로 보아, 이 선학원 신중도의 서운암은 경상도 지역의 사찰로 생각된다.
선학원 신중도는 각 존상의 얼굴 표정 묘사가 돋보이는 등 그 형태나 필선, 구도, 문양 등에서 질적으로 뛰어나며, 19세기 후반 경상도 지역에서 유사한 모본으로 그려진 신중도 중 가장 연대가 올라가는 작품이다.

## 조사보고서
이 그림은 원래 서운암에 봉안되었던 신중도이다. 신중은 인도의 고대 신으로부터 비롯된 여러 신으로, 불교에 전해진 후 불법을 찬양하고 수호하는 호법신이 되었다.
화면 크기는 세로101cm, 가로113cm로, 그리 크지 않은 규모이다. ①가로 20cm ②가로 38cm ③가로 39cm ④가로 1-2cm 정도의 비단 네 폭을 세로로 잔 감침질로 이어 화폭을 만들어 그렸다. 그림의 상단에는 병풍을 배경으로 제석천ㆍ범천, 위태천을 중심으로 하단에는 그 권속들인 여러 신들이 모여있다. 의자에 앉은 제석천 및 합장한 범천 주위로 이들을 보좌하는 시왕, 판관, 일ㆍ월천자 등이 나타난 바, 일ㆍ월천자는 각기 붉은 해와 흰 달을 접시에 받쳐 들고 있다. 천동은 화려한 번을 들고, 천녀는 희귀한 과일(천과)이 담긴 성반을 들고 있는 모습이다. 판관은 죽은 자의 죄목이 담긴 거대한 두루마리 문서를 안고 있다. 특히 앉아있는 제석천은 1741년 여수 흥국사 제석탱화에 표현된 제석천의 형상과 의복이나 자세 등에서 유사하다. 위태천은 새깃털장식이 있는 투구를 쓰고 갑옷을 입은 형상으로 합장한 팔에는 삼고저가 나타나있다. 이 주변으로 그를 따르는 무리인 산신, 조왕신과 여러 무장 신들이 좌우 혹은 아래 쪽에 배치되어있다. 이 중 용은 용의 눈썹과 수염, 불꽃이 올라오는 구슬이 얹혀있는 관을 쓰고 있다.
병풍 밖 배경묘사로 홍지바탕에 금선과 유사한 효과를 보이는 황색 필선으로 구름을 그려, 마치 당시 금선묘의 한 장면을 도입하여 병용한 것처럼 보인 예로 흔하지 않은 경우이다. 이러한 처리 수법은 채색불화에서 전체적으로 은은한 느낌을 주는데 일조하고 있다.
<화기>

同治八年... 三月日... 奉安于... 瑞雲菴... 證明比丘... 誦呪比丘... 金魚比丘... 奉香比丘... 供司比丘... 鐘頭比丘... 奉齋...

화면의 가장 아래쪽의 화기에 의하면 이 불화는 1868년 3월에 서운암에 봉안한다고 적혀져있으나 밑부분이 잘려져서 신중도를 그린 불화승(金魚比丘)은 알 수 없다. 그러나 거의 같은 밑그림(초본)을 사용한 신중도를 통해 서운암의 위치를 추적해 볼 수 있다.
이 선학원 신중도는 화면의 위쪽 상단에 제석천과 범천을 그리고, 그 옆에 위태천을 묘사한 형식이다. 이러한 형식으로 해인사 말사인 국일암 신중도(1885년, 경상남도 유형문화재 제524호), 직지사 삼성암 신중도(1888년), 통도사 말사인 성전암 신중도(19세기, 경상남도 문화재자료제591호) 등이 전해지고 있다. 특히 국일암 신중도와 성전암 신중도와는 밑그림(초본)이 거의 같은 것으로 미루어 瑞雲菴은 여러 곳에 위치하고 있으나 이 선학원 신중도의 서운암은 경상도 지역의 사찰로 생각된다.
신중도는 여러 형식이 있으나 이 선학원 신중도(1868년)를 통해 천룡부가 화면 위쪽으로 이동하는 새로운 형식은 19세기 중엽으로 추정된다. 이는 19세기 신중탱화의 형식 가운데 상단에 천부중을 하단에 천룡부를 배치하는 형식이 일반적인데, 이 신중도처럼 천룡부가 차지하는 영역이 넓어지는 경향이 있다.
선학원 신중도와 같이 화면 상단 향 왼쪽에 보다 작게 묘사된 천룡부의 위태천이 합장하고 압도적인 크기의 제석천과 범천을 향하고 있는 모습에서 19세기 신중도들과 구별된다. 즉 이 선학원 신중도(1868년)의 형식을 통해 천룡부가 화면 위쪽으로 이동하는 새로운 형식이 19세기 중엽에 성행한 것으로 보인다. 특히 앉아있는 제석천의 형상은 1741년 여수 흥국사 제석탱화에 표현된 제석천의 형상과 의복이나 자세 등에서 유사하며 이후 19세기 신중도에 유행하였다.
선학원 신중도는 각 존상의 얼굴 표정 묘사가 돋보이는 등 그 형태나 필선, 구도, 문양 등에서 질적으로 뛰어날뿐더러 19세기 후반에 경상도 지역에서 유사한 모본으로 그려진 신중도 중 지금까지 발견된 가장 연대가 올라가는 작품이라고 하겠다. 따라서 유형문화재로 지정하여 보존, 관리하는 것이 타당하다고 판단된다.

## 참고 문헌
- 서울 선학원 신중도 - 국가유산청 국가유산포털